# Evangelis de Garima

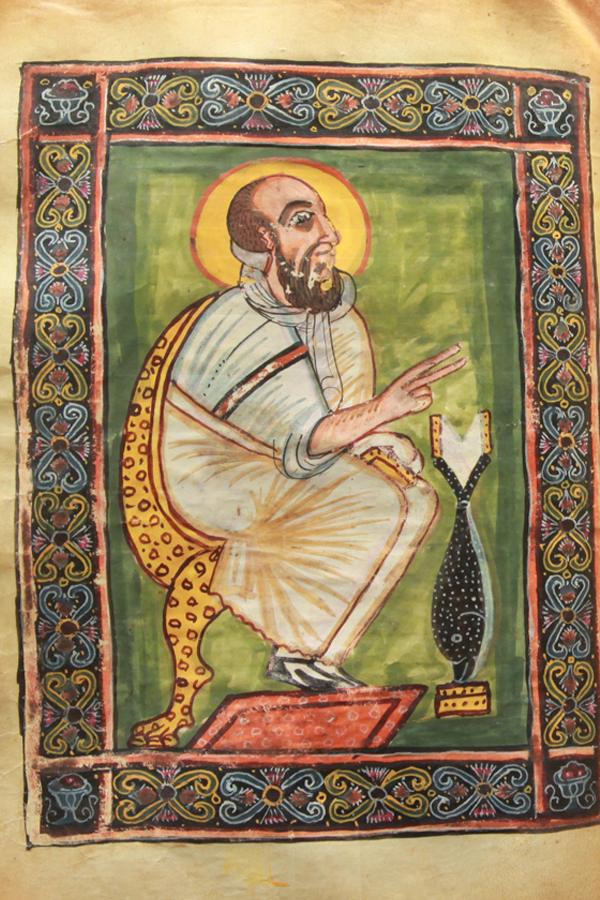
Retrat de l'Evangelista Marcs de Garima 2, probablement el primer dels dos Evangelis de Garima.

Els Evangelis de Garima són dos llibres en l'antic llenguatge Ge'ez de l'Evangeli etíop. Es creu que Garima 2, el primer dels dos, és el manuscrit il·luminat cristià complet més antic que ha sobreviscut. La tradició monàstica sosté que van ser composts prop de l'any 500, una data recolzada per anàlisis recents de datació per radiocarboni ; mostres de Garima 2 van proposar una data de c. 390-570, mentre que la datació de les mostres de Garima 1 va proposar una data de c. 530-660.
Junts, els dos manuscrits són el testimoni principal de la versió etíop dels Evangelis i han estat aplicats com a textos de prova per a la creació d'edicions crítiques dels Evangelis etíops per Rochus Zuurmond (Evangeli de Marcs, 1989; Evangeli de Mateu, 2001) i Michael G Wechsler (Evangeli de Juan, 2005). Com a tal, es representen entre els primers testimonis versionals del primer tipus de text majoritari dels Evangelis, i són els manuscrits etíops supervivents més antics de qualsevol tipus coneguts pels erudits moderns. L'erudició occidental havia cregut prèviament que tots dos evangelis dataven de c. 1100 o posterior sobre la base d'anàlisi paleogràfica.
Els Evangelis es troben al Monestir Abba Garima d'Etiòpia. No se sap que hagin sortit mai del monestir, encara que, com els voltants van ser ocupats per musulmans entre els segles IX i XIV, és possible que romanguessin amagats en una cova durant segles i després fossin redescoberts. Els Evangelis es van incloure al catàleg d'una exposició itinerant d'un museu americà entre 1993 i 1996: African Zion: the Sacred Art of Ethiopia, però que en realitat mai no van ser prestats per a l'exposició.
La tradició monàstica atribueix els llibres de l'evangeli a Sant Abba Garima, que es diu que va arribar a Etiòpia el 494.

## Tradició
Abba Garima és un dels Nou Sants, que tradicionalment es diu que va venir de ' Roma ' (sovint es pensa que es refereix a Síria), i que va cristianitzar les poblacions rurals del regne etíop antic d'Akxum al segle vi; els monjos miren els Evangelis menys com a antiguitats significatives que com a relíquies sagrades d'Abba Garima. Segons la tradició, Abba Garima va escriure i il·lustrar els Evangelis complets en un únic dia: «Déu va aturar la posta del sol fins que el sant va completar la seva feina». Les proves definitives de radiocarboni han donat suport a la datació d'Abba Garima 2, el primer dels dos llibres, fins al segle vi, però d'altra banda, les investigacions recents, tendeixen a contraindicar molts aspectes del compte tradicional, proposant en canvi per als evangelis de Garima que és grec, no siríac, que la iconografia i la paleografia busquen fonts egípcies i no sirianes, i que la traducció de l'evangeli conservada als evangelis de Garima s'havia completat més d'un segle abans de les dates tradicionals dels Nou Sants. A més, el suposat origen sirià dels Nou Sants ja no es manté en els estudis més recents.

## Manuscrits

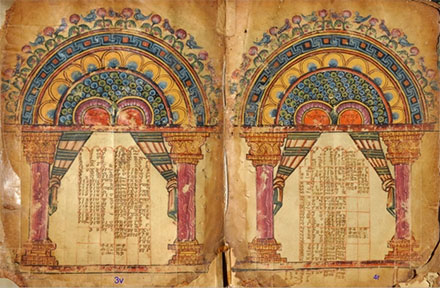
Dues pàgines il·luminades de Garima 1, probablement el darrer dels dos Evangelis de Garima.

Hi ha dos manuscrits, Garima 1 i Garima 2, dels quals és dels quals és probable que Garima 2 sigui l'anterior. En treballs de referència anteriors, Garima 1 es designava Garima I, mentre que Garima 2 es designava Garima III. Abans de la restauració recent, un tercer llibre de l'evangeli, probablement del segle xiv, s'havia vinculat amb Garima 2, i aquest evangeli posterior es va denominar Garima II. La restauració recent ha separat els tres llibres i s'ha repaginat a l'ordre i els volums originals, reubicant una sèrie de folis i miniatures que al llarg dels segles s'havien desplaçat entre els tres manuscrits.
Garima 1 té 348 pàgines conservades, que s'obren amb onze taules de cànon il·luminades en arcades, seguides dels textos de l'Evangeli a Ge'ez ; la llengua etíop del regne d'Aksum des dels segles IV al VII, que es va convertir i continua sent la llengua religiosa de l'Església etíop. Garima 2, també a Ge'ez, és una publicació de 322 pàgines escrita per un escriba diferent. Té disset pàgines il·luminades, que inclouen quatre bells retrats dels evangelistes que precedeixen els seus respectius evangelis, i un retrat separat d'Eusebio de Cesarea que precedeix les taules canòniques. Els retrats de Mateu, Lluc i Joan es presenten frontalment ia penes diferenciats; però el de Marcor ho presenta de perfil al tron episcopal d'Alexandria. Una altra pàgina il·luminada representa el Temple de Salomó, o potser la Font de la Vida, amb una escala de forma inusual única a la iconografia cristiana.
Les miniatures tenen un estil àmpliament romà d'Orient i són estilísticament consistents amb la data del segle vi . Si bé el text certament va ser escrit a Etiòpia, alguns estudiosos com Marilyn Heldman, havien sostingut que les pàgines il·luminades podrien haver-se importat llistes per utilitzar des de l'antiga Síria o Egipte; mentre que Jacques Mercier ara argumenta que tant el text com les il·luminacions es van produir dins Etiòpia. Algunes de les il·lustracions es poden veure a Enquadernació extrema: un fascinant projecte de preservació a Etiòpia. per Lester Capon  .
Els textos dels dos manuscrits difereixen de tal manera que Garima 1 no sembla baixar directament de Garima 2, la qual cosa implica que la traducció comuna de què deriven és probable que sigui molt abans; i que, per tant, la traducció de l'Evangeli etíop pot ser més antiga del que es creia anteriorment.
Cap dels manuscrits té colofó. Tot i així, a Garima II (el llibre de l'evangeli del segle xiv anteriorment vinculat amb Garima 2) hi ha una nota històrica sobre dues fulles entromeses al final de l'Evangeli de Lluc, que es refereix a la reparació d'esglésies realitzada per un Rei Armeho. Armeho pot identificar-se amb el Rei Armah d'Akxum, que va emetre monedes entre 600 i 640. Getatchew Haile, en traduir les notes dels manuscrits, deixa oberta la possibilitat que aquesta nota es pugui atribuir al període del regnat del rei.
Les dues portades també són molt antigues; la de Garima 1 possiblement contemporània amb el manuscrit, cosa que probablement la convertiria en la portada de llibre més antiga encara adjunta al seu llibre al món (l'Evangeli de Sant Cuthbert del segle vii és el més antic d´Europa). És de coure daurat amb taulers de fusta i la decoració se centra en una gran creu. Els forats que poden haver estat configuracions per a gemmes ara estan buits. La coberta per a Garima 2 és platejada i dels segles X al XII.
Una església del segle xix per a dones peregrines a la vora del monestir està sent renovada per albergar els preciosos manuscrits. Té finestres petites, que ajudaran a prevenir la decoloració. S'estan inserint barres d'acer i l'edifici estarà protegit per guàrdies armats.

## Opinió dels experts
Els Evangelis de Garima es van conèixer fora d'Etiòpia el 1950, quan Beatrice Playne, una historiadora d'art britànica, va visitar el monestir. Com que a les dones no se'ls permet entrar al monestir, els monjos cortèsment van portar diversos manuscrits fora perquè ella els veiés. Ella va escriure que «hi havia diversos manuscrits il·luminats els títols ornamentals dels quals em semblaven d'estil sirià». A la dècada de 1960, el francès Jules Leroy va examinar els manuscrits i va proposar que es datessin de c. 1100. Fins fa poc, pocs acadèmics externs havien vist els manuscrits.
Els dos Evangelis de Garima es van fer coneguts pels erudits bíblics a través de fotografies de microfilms recopilades per Donald M. Davies; els qui es van adonar que representaven un text molt més aviat que el de qualsevol altre manuscrit etíop supervivent. Va sortir amb els tres llibres de l'Evangeli de Garima (inclòs Garima II, després vinculat amb Garima 2) als segles VIII-X. Seguint Davies, i usant les seves fotografies, els Evangelis de Garima van formar el text base utilitzat per Rochus Zuurmond en la seva preparació d'un text crític per als Evangelis etíops; triant Garima 1 com el text de prova principal. Garima 1 i Garima 2 formen junts el text de classe 'Aa' de Zuurmond o Versio Antiqua, que afirma que és «un tipus que podria ser més o menys l'original», en el sentit que cap manuscrit etíop posterior no es podria considerar com una transmissió d'informació substancial sobre la traducció original, excepte aquells passatges on ni el text de Garima sobreviu o és llegible. Zuurmond va sortir amb els tres llibres de l'Evangeli de Garima més tard del que Davies havia fet «Al meu entendre, no es poden datar amb seguretat després del segle xiii, però probablement siguin un o dos segles abans». En categoritzar el text presenciat a Garima 1 i Garima 2, Zuurmond afirma que té les característiques d'una «traducció lliure» que conserva la sintaxi i la gramàtica idiomàtica de Ge'ez; sovint traint una experiència limitada en gramàtica grega, vocabulari i ortografia. Manuscrits etíops posteriors -i després d'ells, totes les edicions impreses etíops anteriors- comunament descendeixen d'una extensa revisió duta a terme al segle xiii, mitjançant la qual es van corregir els textos de l'Evangeli per transmetre versions més literals i precises de la terminologia i l'ordre de les paraules gregues, i també per conformar-se més estretament a les versions en àrab egipci. Eliminant aquests canvis posteriors, Zuurmond classifica els textos de Garima com a «bizantins primitius»; alhora que subratlla que, especialment a l'Evangeli de Joan, les seves lectures sovint semblen ser testimoni d'una versió del text majoritari que difereix de la versió posterior; «En aproximadament la meitat dels meus casos de mostra[en Juan] Eth va en contra de l'equivalent etíop del Text Majoritari Grec».
acques Mercier, un expert francès en art etíop, va examinar els manuscrits al monestir; i, pel fet que els manuscrits s'estaven deteriorant fins al punt que s'ensorraven cada cop que s'examinaven, l'any 2000 se li va permetre portar dos petits fragments de pergamí al Laboratori d'Arqueologia de la Universitat d'Oxford. Una mostra d'una pàgina d'evangelista a Garima 2 va ser datada el 330-540; i l'altra, una pàgina de taula de cànon diferent però no definitivament un manuscrit diferent, en 430-650. Basat en aspectes estilístics de l'obra, Mercier va estimar que els dos evangelis dataven al voltant de l'any 600. Això concorda amb la data proposada per Marilyn Heldman al catàleg de l' Exhibition African Zion: the Sacred Art of Ethiopia de 1993. Marilyn Heldman havia contribuït prèviament amb notes sobre les pàgines il·luminades de Garima 1 i Garima 2 a l'estudi de Donald Davies sobre la datació de manuscrits etíops, en què havia argumentat que la representació correcta de les formes arquitectòniques clàssiques a les mtables dels cànons de Garima excloïa una data posterior al segle vi; mentre que els paral·lelismes més propers als retrats d'evangelistes —especialment les formes de mobiliari representades al retrat de Marc— també eren d'aquell segle.
La proposta de Mercier d'una data molt més primerenca per als Evangelis de Garima va ser presa en compte en la revisió del treball de Zuurmond realitzada per Curt Niccum el 2013. Niccum accepta la datació per radiocarboni de Mercier dels Evangelis de Garima fins al segle vi, assenyalant que això és consistent amb l'observació de Michael Knibb que el text de les inscripcions dels Evangelis d'Elesbaan a Ge'ez que sobreviuen, que daten al voltant de l'any 525, s'ajusten a la forma del text dels Evangelis de Garima, en lloc de la que es troba en manuscrits i edicions etíops posteriors. Conclou que «cada cop més proves apunten a un període considerablement anterior de traducció»; argumentant que la major part del treball de traduir el Nou Testament a Ge'ez ha d'haver estat completat a Akxum abans de finals del segle iv . En particular. Niccum va assenyalar la recent identificació en manuscrits supervivents d'una «Col·lecció Aksumite» de cànons de l'església i extractes patriastics, la traducció dels quals a Ge'ez es pot datar amb seguretat al segle v; i que pressuposa els Evangelis en una versió de Ge'ez.
El novembre de 2013, es va celebrar una conferència de dos dies al Centre d'Estudis Clàssics i Bizantins de Ioannou a Oxford, patrocinada pel Fons del Patrimoni Etíop, amb el títol Etiòpia i el Món Mediterrani a l'Antiguitat Tarda: Els Evangelis de Garima en Context. Durant el treball de restauració s'havien recol·lectat fragments de mostres sota condicions controlades de text i pàgines il·lustrades dels dos manuscrits; com a resultat de la qual Jacques Mercier va poder reportar les dates definitives de ràdio-carboni dels dos Evangelis de Garima; 390 a 570 per a Garima 2, i 530 a 660 per a Garima 1. Aquests rangs de datació suggeririen que és molt probable que el manuscrit de Garima 2 sigui anterior al dels Evangelis de Rabbula il·lustrats siriacs que ara es troben a la col·lecció de la Biblioteca Laurenciana de Florència, Itàlia, i que daten explícitament de l'any 586. Mercier va proposar els Evangelis dels Gènesis Cotton, Gènesi de Viena i Codex Rossanensis com a manuscrits il·luminats comparables —encara que sense data. D'altra banda, entre les ponències presentades a la conferència figurava la primera traducció completa publicada per Getatchew Haile de les diverses notes històriques que es troben als dos llibres evangèlics, així com diversos estudis iconogràfics i paleogràfics, entre els quals figurava una ponència de Jacques Mercier en què s'argumentava que la quadrícula comuna de línies de puntuació que subjau tant a les il·lustracions com als textos demostra que totes dues es van executar a Etiòpia i que, per tant, al Regne d'Aksum, a l'Antiguitat tardana, on devia haver existit una escola de pintura i un taller de producció de manuscrits. Alessandro Bausi va presentar un treball en què comparava la llengua ge'ez i la paleografia dels evangelis de Garima amb les trobades en un manuscrit recentment identificat com a testimoni de la «Col·lecció Aksumite» o «Sínode de Qefrya»; un compendi editat de textos sinodals grecs seleccionats, que es creu que va ser traduït a Ge'ez a finals del segle v.